# Вероника щитковая
Веро́ника щитко́вая, или Вероника щиткови́дная (лат. Verónica scutelláta) — многолетнее травянистое растение, вид рода Вероника (Veronica) семейства Подорожниковые (Plantaginaceae).

## Ботаническое описание
Корневище тонкое, длинное. Стебли голые или иногда опушённые, высотой 8—50 см, тонкие, восходящие, при основании со стелющимися и укореняющимися побегами, слабые, большей частью ветвящиеся.
Листья супротивные, длиной 2—5 см, шириной 3—7 мм, узколанцетные или линейные, сидячие, острые, расставленно и мелко зубчатые, с зубцами, обращенными назад, иногда цельнокрайные.
Кисти пазушные, по одной в пазухе одного из супротивных листьев, многоцветковые, редкие; цветки на очень тонких цветоножках, в несколько раз превышающих чашечку, при плодах, иногда отогнутых назад. Прицветники ланцетовидные. Чашечка с четырьмя ланцетными или продолговатыми долями, в два-три раза короче венчика и коробочки; венчик диаметром 2,5—5 мм, бледно-голубой или беловатый, с розовыми или тёмно-синими полосками, две доли округлые (верхняя и нижняя) и две яйцевидные (боковые).
Формула цветка:{\displaystyle \uparrow K_{(4)}\;C_{(5)}\;A_{2}\;G_{\underline {(2)}}}
Коробочка сплюснутая, яйцевидная или почковидная, с шириной (4—5 мм), превышающей длину, двулопастные, глубоко и узковыемчатые на одну треть длины, у основания округлая. Семена плоские, щитовидные, в очертании округлые или овальные, диаметром 1—1,8 мм.

## Распространение и экология
Западная Европа: все страны, но в Средиземноморье редко, отсутствует на Азорских островах и многих островах Средиземного моря; Северная Америка: Аляска, Канада, США, на юг до Южной Каролины, Вайоминга, Индианы и Калифорнии. На территории бывшего СССР в европейской части почти повсеместно, но в степной полосе значительно реже, чем в лесной, отсутствует в низовьях Урала и Волги, на Кавказе редко, в Калмыцкой АССР, Осетии, Сомхетии, на Ставропольской возвышенности, в северо-западной части Армении, Азербайджана; в Сибири к югу от 59° северной широты, на востоке заходит за Енисей, в степной полосе азиатской части бывшего СССР также встречается реже, чем в лесной, на юге достигает Казахского мелкосопочника, изолированные популяции в Якутии и Приморье, есть указания для Сахалина и Курильских островов.
Произрастает на влажных лугах, болотах, на отмелях, в лесных, лесостепных и степных районах, в злаково-осоковых группировках по берегам водоёмов, поднимается в горы до 1800 м над уровнем моря.

## Классификация

### Таксономия
- Veronica scutellata L., 1753, Sp. Pl. : 12

Вид Вероника щитковая включается в род Вероника (Veronica) семейства Подорожниковые (Plantaginaceae) порядка Ясноткоцветные (Lamiales) клады Ламииды, последовательно входящей в более крупные клады Астериды → Суперастериды → Эвдикоты → Цветковые растения. Таксономическая схема в соответствии с Системой APG IV по состоянию на июнь 2024 года:
|  |                          |  |                                   |                                   |                          |  | еще 23 семейства | еще 23 семейства |                       |  |  |  | еще 507 подтвержденных видов и 147 видов, ожидающих подтверждения |
|  |                          |  |                                   |                                   |                          |  | еще 23 семейства | еще 23 семейства |                       |  |  |  | еще 507 подтвержденных видов и 147 видов, ожидающих подтверждения |
|  |                          |  |                                   | порядок Ясноткоцветные            |                          |  |                  |                  | род Вероника          |  |  |  |                                                                   |
|  |                          |  |                                   | порядок Ясноткоцветные            |                          |  |                  |                  | род Вероника          |  |  |  |                                                                   |
|  | клада Цветковые растения |  |                                   |                                   | семейство Подорожниковые |  |                  |                  | вид Вероника щитковая |  |  |  |                                                                   |
|  | клада Цветковые растения |  |                                   |                                   | семейство Подорожниковые |  |                  |                  |                       |  |  |  |                                                                   |
|  |                          |  | ещё 63 порядка цветковых растений | ещё 63 порядка цветковых растений |                          |  |                  | еще 106 родов    | еще 106 родов         |  |  |  |                                                                   |
|  |                          |  |                                   | ещё 63 порядка цветковых растений |                          |  |                  |                  | еще 106 родов         |  |  |  |                                                                   |

### Синонимы
- Cardia scutellata (L.) Dulac
- Limnaspidium parmularium Fourr.
- Limnaspidium scutellatum Fourr.
- Veronica angustifolia Gray
- Veronica angustifolia var. pubescens Gray
- Veronica connata Raf.
- Veronica connata subsp. typica Pennell
- Veronica parmularia Poit. & Turpin
- Veronica polozhiae Revuschkin
- Veronica scutellata f. alba B.Boivin
- Veronica scutellata f. scutellata
- Veronica scutellata f. villosa Pennell
- Veronica scutellata var. angustifolia Sennen
- Veronica scutellata var. glabra Schum.
- Veronica scutellata var. grandifolia Sennen
- Veronica scutellata var. latifolia Roem. & Schult.
- Veronica scutellata var. longibracteata Peev
- Veronica scutellata var. parmularia (Poit. & Turpin) Lej.
- Veronica scutellata var. pilosa Vahl
- Veronica scutellata var. pubescens W.D.J.Koch
- Veronica scutellata var. scutellata
- Veronica scutellata var. velutina DC.
- Veronica scutellata var. villosa Hartm.
- Veronica scutellata var. villosa Schumach.
- Veronica uliginosa Raf.